# 정맥굴 (발생학)
정맥굴(sinus venosus) 또는 정맥동(靜脈洞)은 척삭동물의 심장에서 심방이 올 자리에 심방보다 먼저 존재하는 커다란 사각형의 공간이다. 포유류에서는 배아 시기의 심장에서만 정맥굴이 개별적으로 존재하며 이때는 두 대정맥 사이에서 찾을 수 있다. 그러나 정맥굴은 성인에서도 사라지지 않는다. 성인의 심장에서 정맥굴은 우심방의 벽으로 합쳐져 매끈한 부분인 정맥굴(sinus venarum)을 형성한다. 이 구조는 분계능선을 기준으로 심방의 나머지 부분과 구분된다. 정맥굴은 (대다수의) 포유류들의 경우에는 굴심방결절과 심장정맥굴을 형성하는 역할도 한다.
배아에서 정맥굴의 얇은 벽은 아래쪽으로는 우심실, 안쪽으로는 좌심방과 연결되어 있으나 다른 쪽으로는 자유롭다. 난황정맥, 배꼽정맥, 온기본정맥으로부터 혈액을 받는다.
정맥굴은 본래 한 쌍으로 시작하지만 배아의 심장이 발달하면서 우심방하고만 연결된 구조물로 바뀌게 된다. 왼쪽 부분은 크기가 줄어들며 결국 심장정맥굴(우심방)과 좌심방의 왼심방빗정맥이 된다. 한편 오른쪽 부분은 우심방으로 합쳐져 sinus venarum을 형성한다.

## 추가 이미지

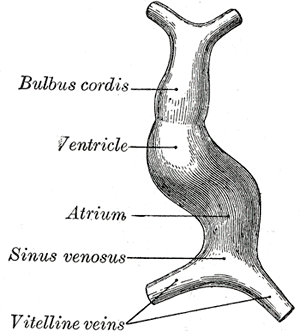
원시 심장의 관 구조를 나타내는 그림
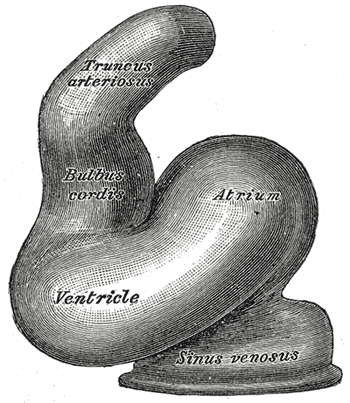
발생 14일경 사람 배아의 심장
발생기 정맥의 구조

## 같이 보기
- 심방중격결손증
- 정맥관